# Navíječka cívek

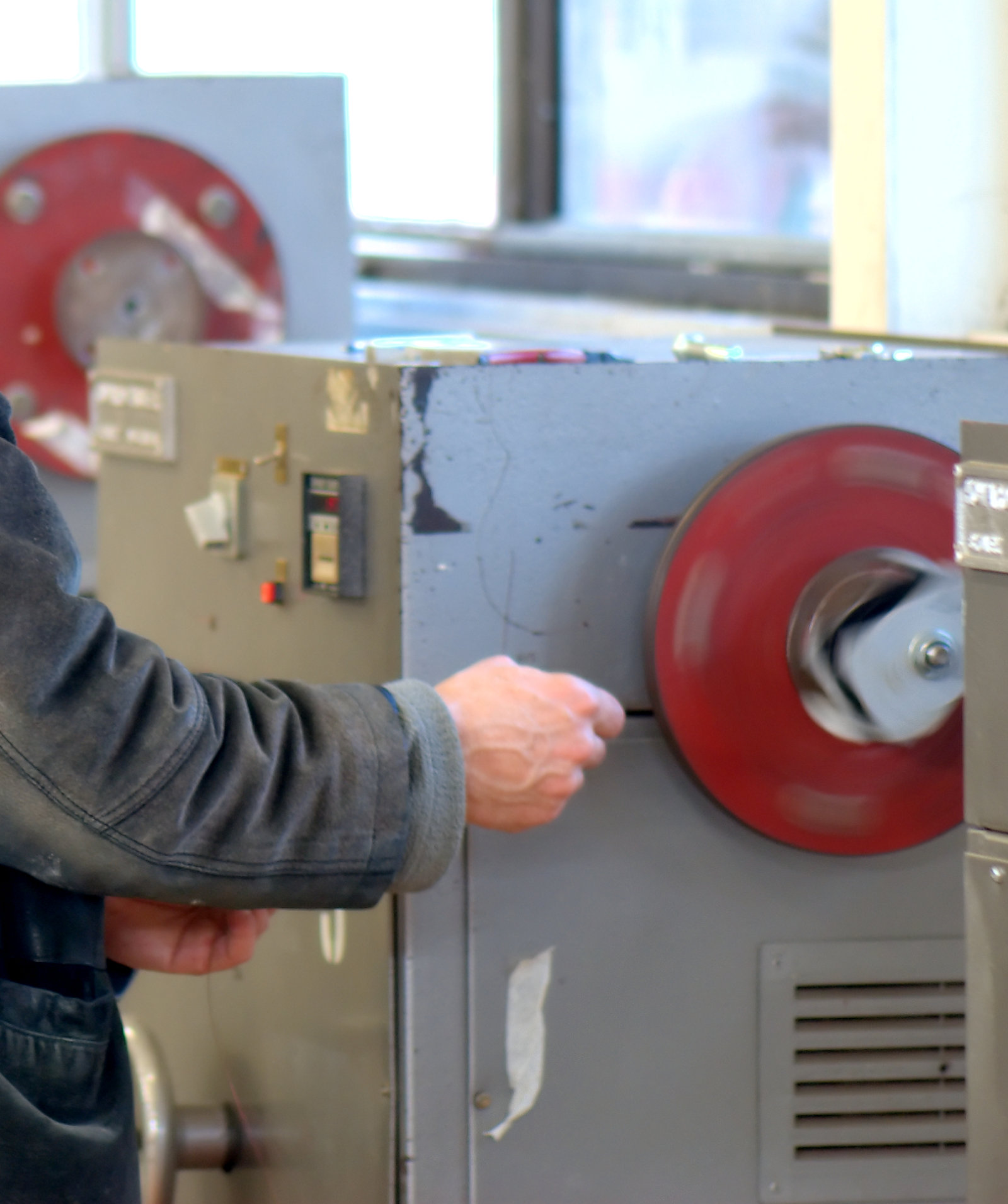
Navíječka

Navíječka cívek je přístroj, který se používá, jak již sám název napoví, k navinutí drátu na kostru cívky. Kostra cívky se upevní k otočné hlavě navíječky, ke které je přes systém napínacích kladek přiveden požadovaný drát, silonové vlákno nebo provaz. Navíječka často mívá pedál (nožní spínač) fungující jako spínač rotoru a hloubka stlačení tohoto pedálu určuje rychlost navíjení. Navíječka pro elektrotechniku je vybavena počítadlem závitů cívky. Dále se může vybavit např. mikro posunem nebo počítadlem navinuté délky.